# Simone Barbier
Simone Barbier   (Nancy, 19 de gener de 1903 - La Celle-Saint-Cloud, 23 de setembre de 1992) fou una tennista professional francesa activa durant la dècada del 1930.
Durant la seva carrera destaca haver estat finalista de l'Internationaux de France en la categoria de dobles femenins l'any 1930.

## Torneigs de Grand Slam

### Dobles femenins: 1 (0−1)
| Resultat  | Núm. | Any  | Torneig                  | Parella         | Oponents                   | Marcador |
| --------- | ---- | ---- | ------------------------ | --------------- | -------------------------- | -------- |
| Finalista | 1.   | 1930 | Internationaux de France | Simonne Mathieu | Elizabeth Ryan Helen Wills | 3−6, 1−6 |

## Trajectòria

### Individual
| Australian Championships | A  | A  | A  | A  | A  | A  | A  | A  | A  | A  | A  | A  | A  | ... | A  | A  | 0 / 0  |
| Internationaux de France | 3R | 1R | 2R | 3R | 1R | 2R | 2R | 1R | 2R | 2R | 2R | 3R | 1R | ... | 1R | 1R | 0 / 15 |
| Wimbledon | A  | A  | 2R | 2R | A  | A  | A  | A  | A  | A  | A  | A  | A  | ... | A  | A  | 0 / 2  |
| US Championships | A  | A  | A  | A  | A  | A  | A  | A  | A  | A  | A  | A  | A  | ... | A  | A  | 0 / 0  |
| Llegenda: G: Guanyadora; F: Finalista; SF: Semifinalista; QF: Quarts de final; Q: Qualificació; A: Absent; RR: Round Robin; |    |    |    |    |    |    |    |    |    |    |    |    |    |     |    |    |        |

### Dobles femenins
| Australian Championships | A  | A  | A  | A  | A  | A  | A  | A  | A  | A  | A  | A  | A  | ... | A  | A  | A | A | A  | A  | 0 / 0  |
| Internationaux de France | 1R | 1R | 2R | F  | 2R | QF | SF | QF | 2R | QF | 2R | 2R | QF | ... | 1R | 2R | A | A | 1R | 1R | 0 / 17 |
| Wimbledon | A  | A  | 1R | QF | A  | A  | A  | A  | A  | A  | A  | A  | A  | ... | A  | A  | A | A | A  | A  | 0 / 2  |
| US Championships | A  | A  | A  | A  | A  | A  | A  | A  | A  | A  | A  | A  | A  | ... | A  | A  | A | A | A  | A  | 0 / 0  |
| Llegenda: G: Guanyadora; F: Finalista; SF: Semifinalista; QF: Quarts de final; Q: Qualificació; A: Absent; RR: Round Robin; |    |    |    |    |    |    |    |    |    |    |    |    |    |     |    |    |   |   |    |    |        |

### Dobles mixts
| Australian Championships | A | A  | A  | A  | A | 0 / 0 |
| Internationaux de France | A | 1R | QF | 3R | A | 0 / 3 |
| Wimbledon | A | A  | A  | A  | A | 0 / 0 |
| US Championships | A | A  | A  | A  | A | 0 / 0 |
| Llegenda: G: Guanyadora; F: Finalista; SF: Semifinalista; QF: Quarts de final; Q: Qualificació; A: Absent; RR: Round Robin; |   |    |    |    |   |       |